# 中国法学
《中国法学》是中国法学会主办的法学期刊，创刊于1984年。目前《中国法学》编委会主任是中国法学会副会长周成奎。

## 简介
《中国法学》已成为中国法学界最具影响和权威的学术期刊，曾连获三届国家新闻出版总署颁发的国家期刊奖。2018年，杂志被中华人民共和国国家新闻出版广电总局新闻报刊司评为2017年全国“百强报刊”。